# (35400) 1997 YU2
(35400) 1997 YU2 est un astéroïde de la ceinture principale d'astéroïdes découvert en 1997.

## Description
(35400) 1997 YU2 a été découvert le 21 décembre 1997 à Chichibu, dans la préfecture de Saitama, au Japon, par Naoto Satō.

### Caractéristiques orbitales
L'orbite de cet astéroïde est caractérisée par un demi-grand axe de 2,38 ua, un périhélie de 1,90 ua, une excentricité de 0,20 et une inclinaison de 3,13° par rapport à l'écliptique. Du fait de ces caractéristiques, à savoir un demi-grand axe compris entre 2 et 3,2 ua et un périhélie supérieur à 1,666 ua, il est classé, selon la JPL Small-Body Database, comme objet de la ceinture principale d'astéroïdes.

### Caractéristiques physiques
(35400) 1997 YU2 a une magnitude absolue (H) de 15,1 et un albédo estimé à 0,314.